# La Belle et la Bête (film, 1946)
Pour les articles homonymes, voir La Belle et la Bête.
Pour plus de détails, voir Fiche technique et Distribution.
La Belle et la Bête est un film fantastique français, réalisé par Jean Cocteau, sorti en 1946.
Il s'inspire de la version du conte La Belle et la Bête de Jeanne-Marie Leprince de Beaumont, publié en 1756.
Le film suit Belle qui est jalousée et offensée par Adélaïde et Félicie, ses deux sœurs ridicules. Leur père part en voyage, espérant faire fortune.  Il rencontre une femme et décide de l’épouser. Mais lors de son retour, il se perd dans la nuit et trouve refuge dans un étrange château. Le matin, il cueille la fleur promise, sans le savoir, dans le jardin de la Bête. Courroucée par cet acte, la Bête accepte de lui laisser la vie sauve à la condition qu'une de ses filles vienne vivre au château. Afin de sauver son père, la Belle accepte de rejoindre la Bête pour tenter de l'amadouer.

## Synopsis

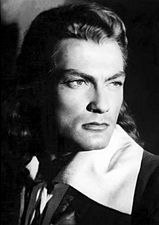
Jean Marais dans le rôle d'Avenant.

Il était une fois un marchand, au bord de la faillite, qui vivait à la campagne avec ses quatre enfants : un fils, Ludovic et trois filles, Félicie, Adélaïde et Belle, cette dernière étant courtisée par Avenant, un ami de son frère, amoureux de Belle jusqu’à vouloir l’épouser. Deux de ces filles, les orgueilleuses, étaient ignobles, égoïstes et avaient un mauvais caractère ; elles traitaient leur sœur, Belle comme une domestique.
Un jour, le père part en voyage d'affaires  et avant de s'en aller, promet à ses filles de leur rapporter des cadeaux. Pour Félicie et Adélaïde, un perroquet, un singe, ainsi qu'une tonne d'artifices et de bijoux, et pour Belle une jolie rose. En route, il s'égare dans une forêt où il trouve refuge dans un château étrange et majestueux ; après y avoir passé la nuit et y avoir soupé, il remarque une rose qu'il décide de prendre pour Belle. C'est au moment où il la cueille qu'apparaît le propriétaire du château, dont l'apparence est celle d'un grand seigneur et dont le visage et les mains sont d'un fauve. Doté de pouvoirs magiques, le châtelain condamne le marchand à mort, à moins que ce dernier ne lui donne une de ses filles. Le marchand peut alors rentrer chez lui sur un cheval blanc nommé « le Magnifique », auquel il suffit de dire à l'oreille : « Va où je vais, le Magnifique, va, va, va… » Pour sauver son père, Belle accepte de se sacrifier et s'en va vers le château.
Son voyage est filmé dans un mouvement lent qui lui donne un caractère onirique.
Quand elle voit la Bête, un monstre, Belle, désirant s’enfuir, commence par s'évanouir. La Bête, qui souffre de sa laideur, l'entoure de luxe et de prévenance. D'abord apeurée, les sentiments de Belle se transforment, au fil du temps passé avec lui, en pitié, en compassion. Puis passant outre aux apparences, Belle découvre l'homme derrière la Bête, devine l'âme pure qui se cache derrière sa laideur et la sincérité de son amour fait que Belle en vient à l'aimer.
« L’amour peut faire qu’un homme devienne bête, mais l’amour peut faire aussi qu’un homme laid devienne beau. »
Mais le marchand est malade. La Bête finit par laisser Belle se rendre à son chevet sous promesse de revenir. Chez son père, Belle, en montrant ses parures, excite la jalousie de Félicie et d'Adélaïde qui poussent Ludovic et Avenant à aller au domaine de la Bête pour s'emparer de ses richesses. Pendant ce temps, Belle, après avoir pensé rester auprès de son père, retourne au château pour trouver la Bête mourante, ne supportant plus l’absence de son amour.
L’arrogant et cupide Avenant, s’introduisant dans le pavillon au trésor, après avoir brisé le dôme de verre qui le surplombe, reçoit dans son dos une flèche mortelle décochée par la statue vivante de Diane déesse de la chasse, elle aussi située à la lisière de deux mondes, pouvant passer de l’un à l’autre. En mourant, la figure et les mains du bel Avenant se couvrent de poils, tandis que la Bête sous le regard d'amour de Belle, en ressuscitant, se transforme en un prince charmant aux cheveux d’ange et au visage… avenant possédant étrangement les traits d'Avenant. Le Prince enlève Belle et l’emporte dans son royaume magique, tout là-haut dans les cieux.
Remarque : dans ce film, il y a deux mondes différents : d'une part la maison bourgeoise et ordinaire du marchand, et d'autre part le château enchanté de la Bête où tout est possible. C'est la forêt mystérieuse qui relie ces deux mondes. À l'intérieur du château et autour de lui, les chandeliers, les jardins et les cariatides sont vivants. Pendant le film, la bête dévoile cinq fils conducteurs qui sont des objets magiques dont certains ont été empruntés au conte de fées de Madame Leprince de Beaumont : la rose, une clé en or, un gant, le miroir et vient enfin le cheval blanc, « le Magnifique ». À la fin, ces deux mondes finissent par se réunir. La chambre de Belle se trouve dans la chambre de son père — mais aussi dans sa chambre au château. La belle est sauvée lorsque Avenant meurt sous la forme de la bête, et que les deux personnages se fondent en un seul.
Cocteau a modifié la fin du conte de fées où une fée bienfaisante intervenait dans le rêve de Belle, pour récompenser les bons et punir les méchants. Il a omis la fée et terminé le film sur ces répliques :
« Vous ressemblez à quelqu'un que j'ai connu autrefois…
— Cela vous gêne-t-il ?
— Oui… (puis avec un visage radieux) Non ! »
Dans le film, la transformation initiale du Prince en Bête est expliquée par le fait que ses parents ne croyaient pas aux fées, lesquelles ont puni les parents en transformant leur fils.

## Fiche technique
Sauf indication contraire, les informations mentionnées dans cette section peuvent être confirmées par la base de données cinématographiques IMDb,  présente dans la section « Liens externes ».
- Titre français et québécois : La Belle et la Bête[3]
- Réalisation : Jean Cocteau et René Clément
- Scénario : Jean Cocteau, sur une idée de Jean Cocteau,
  - adapté de la version du conte La Belle et la Bête de Jeanne-Marie Leprince de Beaumont, publié en 1756.
- Musique : Georges Auric
- Décors : Christian Bérard, Lucien Carré et René Moulaert[4]
- Costumes : Antonio Castillo, Marcel Escoffier et Christian Bérard
- Photographie : Henri Alekan
- Maquillage : Hagop Arakelian
- Son : Jacques Lebreton, Héctor Castillo
- Montage : Claude Ibéria
- Production déléguée : André Paulvé
- Sociétés de production[5] : Les Films André Paulvé
- Distribution : 
  - France : DisCina (Société Parisienne de Distribution Cinématographique)
  - Belgique : Les Films Minerva
- Budget : n/a
- Pays d'origine :  France
- Langue originale : français
- Format[6] : Noir et blanc - 35 mm - 1,37:1 (Format académique) - son Mono
- Genre : fantastique, drame, romance
- Durée : 96 minutes
- Dates de sortie[7] :
  - France : 25 septembre 1946 (Festival de Cannes) ; 29 octobre 1946 (sortie nationale) ; 25 septembre 2013 (réédition)
- Classification[8] :
  - France : tous publics[9]
  - Belgique : tous publics (Alle Leeftijden)[10]
  - Québec : tous publics (G - General Rating)

## Distribution
- Josette Day : Belle, surnommée « la Belle »
- Jean Marais : Avenant / la Bête / le Prince
- Michel Auclair : Ludovic
- Mila Parély : Félicie
- Nane Germon : Adélaïde
- Marcel André : le père
- Raoul Marco : l'usurier[11]
- Doudou[Qui ?] : Diane
- Jacques Marbeuf
- Noël Blin : un laquais
- Christian Marquand : un laquais
- Gilles Watteaux : un laquais
- Le chien Moulouk : lui-même, générique
- Jean Cocteau : voix de R. Marco / lui-même, effaçant le tableau du générique

## Production

### Développement
Juste après la Seconde Guerre mondiale, Jean Marais proposa à Jean Cocteau de faire un film à partir de deux œuvres du XVIIe siècle et XVIIIe siècle. Cocteau s'inspira de deux sources. La première source est un conte de fées de Madame Leprince de Beaumont, publié pour la première fois dans l'anthologie Le Magasin des enfants, ou Dialogues entre une sage gouvernante et ses élèves à Londres en 1757 et que Cocteau avait déjà pensé à adapter pour le théâtre ou pour une pantomime. Mais, si Cocteau avait respecté scrupuleusement les pages de Madame de Beaumont, il n'aurait pu en tirer qu'un court métrage. Aussi a-t-il ajouté divers épisodes en inventant, par exemple, en plus de la Bête et du prince Charmant, le personnage d'Avenant qui aime la Belle et que celle-ci, bien qu'elle en soit amoureuse, refuse d'épouser pour ne pas abandonner son père, car déclara-t-il : « Mon but était de rendre la Bête si humaine, si sympathique, si supérieure aux hommes que sa transformation en prince Charmant soit pour la Belle une déception terrible et l'oblige en quelque sorte au mariage de raison et à un avenir que résume la dernière phrase des contes de fées : "Et ils eurent beaucoup d'enfants."». La seconde source narrative est un autre conte de fées : La Chatte blanche de Marie-Catherine d'Aulnoy, publié quelque soixante ans auparavant dans une des premières anthologies du genre des Kunstmärchen (contes littéraires) imprimées en France : Les Contes des fées, Paris, 1697-1698.
Cocteau trouva l'idée excellente car non seulement elle coïncidait avec les rêves qu'il avait eus dans son enfance, mais elle lui offrait une nouvelle possibilité cinématographique : mettre en scène des contes de fées. Dans son esprit, le film devait rester fidèle à ces deux contes, mais la mise en image devait être la sienne. Il ouvrit une voie qu'emprunteront après lui des metteurs en scène comme Ingmar Bergman, François Truffaut et Vincente Minnelli. L'œuvre d'Alexandre Arnoux, La Belle et la Bête, pièce de théâtre publiée en 1913 en Belgique, aurait aussi inspiré Cocteau.
Après un an de préparation, le rêve de Cocteau allait prendre corps, le tournage devant avoir lieu en juin 1945, mais les obstacles arrivèrent. Initialement il s'était associé à la Gaumont, qui devait produire le film mais qui se désengagea en avril, redoutant un échec commercial. Le producteur André Paulvé organisa un premier essai. C'était gagné. Le tournage fut repoussé au mois d'août. Cocteau devait cosigner le film avec Marcel Pagnol, lequel dut rompre son contrat car il venait de quitter sa compagne Josette Day, l’interprète de Belle, pour l'actrice Jacqueline Bouvier,.
Puis les contraintes techniques commencèrent.

### Le maquillage de la Bête
Au départ, Jean Marais avait pensé à une tête de cerf, pour la beauté des bois. Il semble qu'en faisant cette proposition il se souvenait d'un détail dans La Chatte blanche, où le heurtoir à la porte du château magique était en forme d'un pied de biche ou de chevrette. Cette proposition suivait les lignes narratives de ce conte de fées, et aurait évoqué de loin le mythe de Cernunnos, dieu celtique des bois à tête de cerf. Mais Jean Cocteau pensait que les spectateurs trouveraient une telle tête ridicule pour une bête féroce, dangereuse, et, pour Christian Bérard, il fallait que la Bête ne soit pas un herbivore mais un carnassier effrayant. Le pelage de Moulouk, l'Alaskan Husky de Jean Marais, servit de modèle pour le visage de la Bête.
Il fallait environ trois heures pour fixer le masque de la Bête, qui s’étendait des yeux jusqu’à la bouche et de la bouche au poitrail de l'acteur, et une heure pour chaque main. Le masque était conçu comme une perruque, chaque poil monté sur tulle, en trois parties collées. Plusieurs dents de Jean Marais étaient recouvertes de vernis noir pour paraître pointues ; ses canines étaient munies de crocs tenus par de petits crochets , ce qui n'était pas très pratique pour manger. La « Bête carnivore » se nourrissait donc essentiellement de purée et de compote.
Dans Le Siècle du cinéma, Vincent Pinel indique comment est réalisé le gros plan de la Bête qui flaire un cerf : « Clément [l'assistant de Cocteau], caché derrière la collerette de la Bête, anime ses oreilles avec une fourche de branche. Elles se dressent. L’effet est saisissant. »

### Équipe technique
Georges Auric était le responsable de la musique, et Henri Alekan directeur de la photographie. Le décorateur Christian Bérard et Lucien Carré assuraient la direction artistique.
Dans Télérama  Hors série Cent ans de cinéma – Les meilleurs films du siècle, page 47, il est écrit : « Prétendant alors ignorer l’existence des rails de travelling, Cocteau fait monter la Belle sur une planche à roulettes… et le mouvement devient féerique. Hasard ou génie – mais n’est-ce pas la même chose ? Les truquages, artisanaux sont proches de la réalité, la transfigurent. Et chaque plan nous étonne. On croirait voir s’animer des tableaux de Vermeer et des gravures de Gustave Doré. »

### Tournage

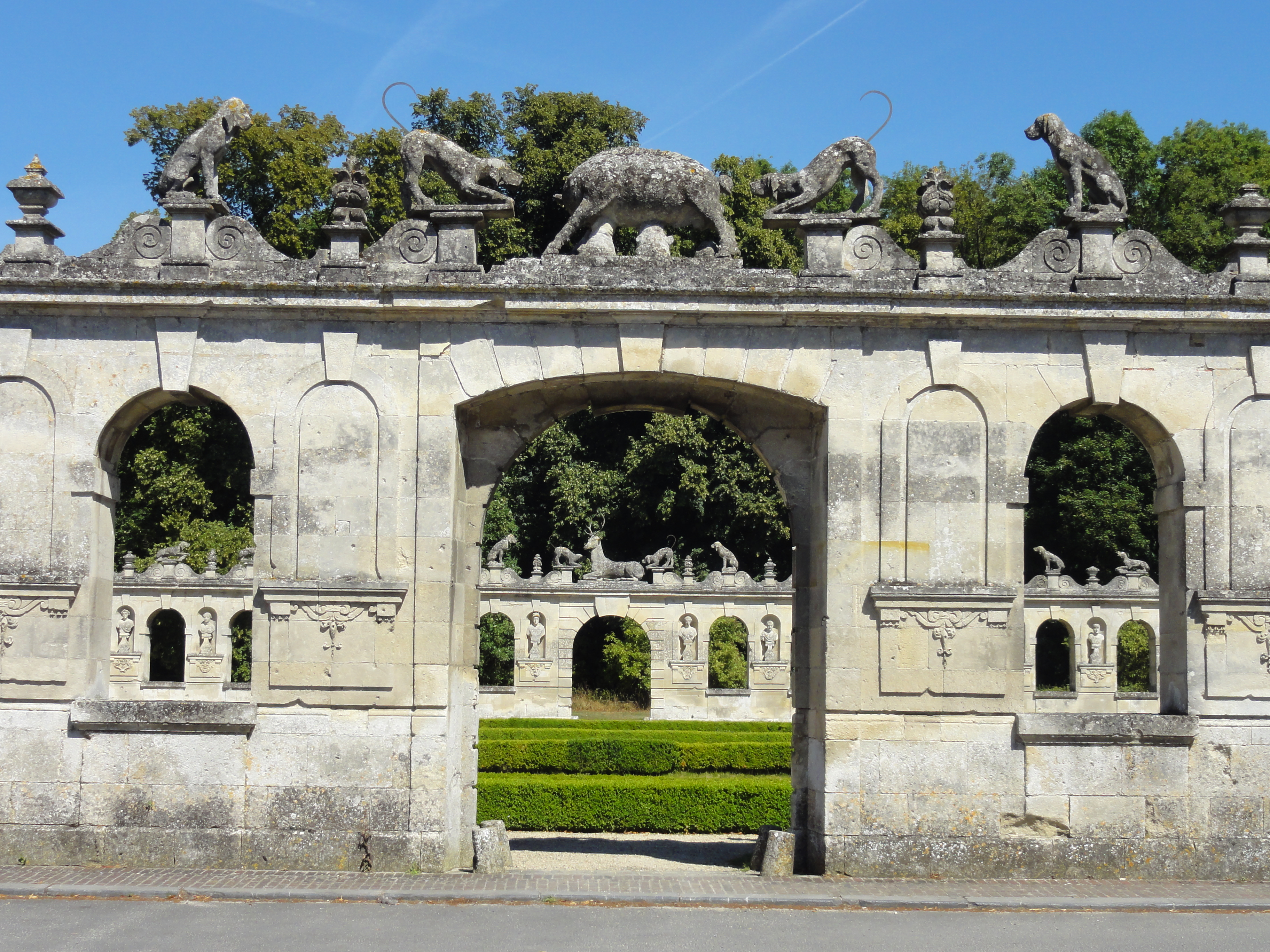
Château de Raray : les haies cynégétiques sud (premier plan) et nord (arrière-plan).

Le parc du château de Raray, dans l'Oise, avec sa balustrade à arcades surmontée d'une chasse à courre en pierre, avec des chiens et des cerfs, a été choisi pour une partie du domaine de la Bête. Le moulin de Touvoie à Rochecorbon (en Indre-et-Loire) a été choisi pour la maison de famille du marchand et de ses filles.
Les scènes en studio ont été tournées aux studios Franstudio de Saint-Maurice, dans le Val-de-Marne ainsi qu'aux studios Éclair d'Épinay sur Seine.

### La réalisation
Le tournage du film débute le 27 août 1945. Au long du tournage, Cocteau tient un journal qui se présente, selon Serge Toubiana, comme un « “manifeste contre les professionnels de l’image” ». Le tournage a dû être interrompu car Cocteau est tombé malade, souffrant, entre autres maux, de maladies d'origine allergique (impétigo, eczéma généralisé, furonculose, urticaire géante, dermite, anthrax, lymphangite, phlegmon). Les éclairages le blessant, il est obligé de travailler avec un chapeau sur lequel est fixé, avec des épingles à linge, un papier noir percé de deux trous pour les yeux. Malgré ses souffrances, il plaisante : «Un général ne doit pas se rendre, même à l'évidence.» Risquant un empoisonnement du sang, on le place dans une cage en verre et il est sauvé grâce à la pénicilline arrivée directement de New York. L'état de Jean Marais laisse aussi à désirer : il souffre d'un furoncle à l'intérieur de la cuisse, son masque lui provoque un eczéma au visage.
Beaucoup de règles se sont vues brisées au cours de la réalisation de ce film, la musique de Georges Auric rompait les effets visuels plutôt qu'elle ne les soulignait. La cinématographie d'Henri Alekan n'est pas conventionnelle, mais précise et claire - presque comme dans un documentaire. Le film a été tourné dans la campagne française, dans un environnement qui rend crédibles non seulement la maison de la Belle et de sa famille mais aussi le château de la Bête.
Le film cherche à faire naître un sentiment de magie et d'ensorcellement. La technique cinématographique et les décors se réfèrent aux illustrations et aux gravures de Gustave Doré et, dans les scènes de ferme, aux tableaux de Johannes Vermeer.
Cocteau tire parfois le récit vers la farce, par exemple lorsque les canards caquetants adressent un commentaire destiné aux sœurs de Belle, Adelaïde et Felicie. À ce moment-là, le conte de fées évoque Cendrillon.
La plupart des truquages du film sont simples : des trucs à la Robert Houdin comme des bras d'homme sortant des murs et portant des chandeliers, ainsi que des cariatides dont les yeux bougent et exhalent de la fumée. Cocteau avait demandé, dans la scène de la source où la Bête boit entourée des cygnes, que Jean Marais « lape » réellement une gorgée de cette eau qui croupissait depuis longtemps. Le décor de la chambre de Belle est un miracle de beauté qu’aurait pu écrire Edgar Poe.
Marais, interprétant le triple rôle d’Avenant le soupirant de la Belle, de la Bête et du Prince charmant, entra dans la légende cinématographique.
Le générique lance un clin d’œil vers l'enfance puisque ici le générique avec les comédiens et les autres collaborateurs s'écrit sous nos yeux à la craie sur un tableau noir.
Juin 1946, le tournage est enfin terminé. Il aura duré neuf mois. Le film dure environ 96 minutes, et il est le premier que Jean Cocteau a écrit et mis en scène depuis Le Sang d'un poète. Cocteau montre ici combien il est difficile de séparer le rêve de la réalité.

## Accueil

### Sortie
Le film sort à Paris le 29 octobre 1946 sur les Champs-Élysées, au cinéma Le Colisée, et sur Les Grands Boulevards au cinéma La Madeleine. Et contre toute attente, à l'heure du succès du réalisme, le succès populaire n'est pas immédiat mais il le sera progressif pour finir en triomphe. Il obtient le prix Louis-Delluc mais en revanche, en 1946, le 1er Festival de Cannes l'ignorera. Devenu un film mythique, il sera exploité avec succès jusqu'en Chine où le masque de la bête devint même un « produit dérivé » à la mode vers 1950.
« Dans tous ses films, Jean Cocteau nous prouve inlassablement que pour savoir faire du cinéma, il nous faut retrouver Méliès. » Jean-Luc Godard

### Box-office
Le film est classé 16e du box-office France 1946 avec 3,8 millions d'entrées.

## Distinctions
Entre 1946 et 2009, La Belle et la Bête a été sélectionné 6 fois dans diverses catégories et a remporté 1 récompense,.

### Récompenses
- Prix Louis-Delluc 1946 : Prix Louis Delluc décerné à Jean Cocteau.
- Prix du meilleur acteur français à Jean Marais aux Victoires du cinéma français en 1946

### Nominations
- Prix Bambi 1948 : Meilleur acteur pour Jean Marais.
- Festival du Film Romantique de Paris 2009 : Meilleur film.

### Sélections
- Festival de Cannes 1946 : Sélection officielle en compétition long métrage.
- Festival international du film fantastique de Gérardmer 2004 : Rétrospective.
- Festival international du film fantastique de Gérardmer 2007 : Rétrospective.

## Autour du film

### Restaurations du film
Le film a fait l'objet de plusieurs restaurations entre 1995 et 2013. La première restauration fut réalisée pour le centenaire du cinéma, par le Centre national de l'audiovisuel du Luxembourg sous l'égide de la CLT-UFA, détentrice des droits du film, et sous la direction d'Henri Alekan. Cette restauration photochimique à partir du négatif nitrate original consistait à nettoyer le film qui avait subi des détériorations dues à l'âge, et à réparer les perforations. Une copie sur négatif 35 mm en fut tirée, qui servit de base pour le master numérique qui fut utilisé pour les éditions DVD à partir de 2003. En 2005, StudioCanal fait faire une restauration numérique à partir d'une copie du négatif, par la société Full Image, qui consistait à la nettoyer de nombreux défauts de l'image et de problèmes de luminosité, afin d'en tirer un master pour l'exploitation en DVD et en HD DVD. En 2013, le SNC, la Cinémathèque française et le fonds Culturel franco-américain dirigent une nouvelle restauration à partir de deux versions du film, un marron nitrate conservé à la Cinémathèque française et un marron à densité fixe provenant d'Allemagne. La numérisation a consisté à étalonner les images afin d'en restituer la gamme d'origine, et à combler les 843 photogrammes manquants. La copie restaurée a ensuite été scannée à très haute résolution en 5K.

### Influences et inspirations
Jusqu'à un certain point, il a été une source d'inspiration pour le dessin animé des studios Disney (1991).
En 1995, Philip Glass a composé un opéra à partir de ce film. La version originale a été jouée sur la scène par des musiciens et des chanteurs, pendant qu'une version restaurée et sous-titrée du film était montrée derrière eux sur un écran.
La distribution de 1995 :
- Janice Felty (en) : la Belle (mezzo-soprano)
- Gregory Purnhagen : la Bête / Avenant
- Ana María Martínez : Félicie
- Hallie Neill : Adélaïde
- John Kuether : le père / l'usurier

En 2013, Ethery Pagava a créé un ballet influencé par le film de Cocteau. La Belle était la ballerine Ana Pinto, la Bête étant interprétée parle danseur Mikhaïl Avakov.
En 2018, Jacques Morice écrivait  dans Télérama no 3554 du 21 02 2018 que la relation entre l'homme-poisson et la jeune femme rêveuse du film fantastique de Guillermo Del Toro La Forme de l'eau était une sorte de réinvention de La Belle et la Bête en version quasi érotique.
En 2019, dans la série vidéo « Une Œuvre Un Choc » produite par Profession Spectacle, Jack Lang cite La Belle et la Bête comme l'œuvre d'art qui a bouleversé son existence, alors qu'il était âgé de onze ou douze ans : « Ce film a été une illumination, une découverte. [...] Cette histoire, cette cinématographie m'a touché au cœur, alors que j'étais dans une situation psychologique d'isolement, de tristesse. Cela m'a donné tout à coup des rêves à dévorer, à inventer... »